# Ptychocladia
Ptychocladia es un género de foraminífero bentónico de la familia Ptychocladiidae, de la superfamilia Ptychocladioidea, del suborden Fusulinina y del orden Fusulinida. Su especie tipo es Ptychocladia agellus. Su rango cronoestratigráfico abarca el Stephaniense (Carbonífero superior).

## Clasificación
Ptychocladia incluye a las siguientes especies:
- Ptychocladia agellus †
- Ptychocladia bassleri †
- Ptychocladia rotaliformis †
- Ptychocladia tenuis †